# Kaitasrivier
De Kaitasrivier  (Kajtasijoki / Gáiddasijohka) is een rivier, die stroomt in de Zweedse  gemeente Kiruna. De rivier verzorgt het water voor het Kaitasmeer vanuit het noorden. Aan de zuidpunt van het meer ontstaat via dezelfde rivier de afwatering naar de Rautasrivier. Ze is inclusief bronrivier 13,680 km lang.
Afwatering: Kaitasrivier → Rautasrivier → Torne → Botnische Golf